# Friedrich Volmar
Friedrich Volmar (Bern, 6 maart 1875 - Ostermundigen, 11 januari 1945) was een Zwitsers politicus.
Friedrich Volmar bezocht scholen in Bern en studeerde daarna rechten in Bern en München. In 1900 promoveerde hij tot doctor in de rechten en vestigde zich als advocaat in Ostermundigen. Vanaf 1903 praktiseerde hij in Bern en in 1913 werd hij privaatdocent verkeersrecht en politicologie en in 1919 werd hij bijzonder hoogleraar aan de Universiteit van Bern.
Friedrich Volmar was aanvankelijk politiek actief voor de Vrijzinnig Democratische Partij (FDP), maar maakte in 1919 de overstap naar de Boeren-, Werkers- en Burgerpartij (BGB, voorloper van de huidige Zwitserse Volkspartij. Van 1900 tot 1920 was hij wethouder van Bolligen. Van 1909 tot 1920 was hij burgemeester van Bolligen. Van 1920 tot 1926 was hij lid van de Regeringsraad van het kanton Bern en beheerde het departement van Financiën. In die functie was hij nauw betrokken bij de oprichting van de Bern-Worb Spoorlijnen (Bern-Worb-Bahnen). Van 1 juni 1922 tot 31 mei 1923 was hij voorzitter van de Regeringsraad (dat wil zeggen regeringsleider) van Bern.
Friedrich Volmar, een groot voorstander van staatsspoorwegen, was van 1926 tot 1945 directeur van de BLS Lötschbergbahn en zette zich in voor de elektrificatie van deze spoorweg.
Hij overleed op 69-jarige leeftijd.